# Dietmar Schulte (Psychologe)
Dietmar Schulte (* 29. Februar 1944) ist ein deutscher Psychologe. Er war von 1974 bis zur Emeritierung im Jahr 2009 Inhaber des Lehrstuhls für Klinische Psychologie der Ruhr-Universität Bochum. Er gilt als Vater des Psychotherapeutengesetzes.

## Leben
Dietmar Schulte studierte von 1964 bis 1968 Psychologie an der Universität Münster. Anschließend absolvierte er dort seine Assistentenzeit und übernahm eine Lehrstuhlvertretung in Hamburg. 1974 folgte er dem Ruf auf den Lehrstuhl für Klinische Psychologie der Ruhr-Universität Bochum (RUB), den er bis zu seiner Emeritierung im Februar 2009 innehatte.
Als Forscher und Kliniker machte sich Schulte schon früh für eine evidenzbasierte Psychotherapie sowie eine enge Verknüpfung von Wissenschaft und Praxis stark. An der RUB richtete Schulte 1988 das Zentrum für Psychotherapie als Psychotherapieambulanz mit rund 300 Behandlungsplätzen ein. Im selben Jahr initiierte er einen von den Wissenschaftsministerien von Bund und Land geförderten Modellversuch Weiterbildung in Klinischer Psychologie und leitete diesen bis 1993. Nach Ablauf des Versuchs wurde an der RUB das Angebot als weiterbildender Studiengang für klinische Psychologie und Psychotherapie verstetigt.
Schulte setzte sich für die Professionalisierung der Psychotherapie ein und trat in Debatten „als entscheidender Vorkämpfer“ gemeinsam mit zahlreichen Verbänden für ein Psychotherapeutengesetz ein, das schließlich 1999 in Kraft trat und seither Patienten die Therapie durch Psychotherapeuten auf Kosten der gesetzlichen Krankenversicherung ermöglicht. Die Arbeit des Wissenschaftlichen Beirats Psychotherapie hat er von 2005 bis 2011 mitgeprägt.
In seinem Fachgebiet der klinischen Psychologie „beeindruckte er seine Kollegen als Forscher und Lehrer.“ Schulte widmete sich in seinen Studien insbesondere der Therapie von Angststörungen und der Psychotherapieforschung.

## Auszeichnungen
- 1992: Erster Preisträger des Deutschen Psychologie-Preises
- 2004: Ehrenmitglied der Deutschen Gesellschaft für Psychologie
- 2012: Diotima-Ehrenpreis der deutschen Psychotherapeutenschaft[3]